# Petit-Goyer
Petit-Goyer (en néerlandais : Klein-Jeuk) est un hameau de Goyer, une section de Gingelom dans la province belge du Limbourg .
Le hameau est situé à l'ouest du centre de Goyer. La frontière linguistique se situe à environ un kilomètre et demi au sud de Petit-Goyer.
Petit-Goyer est situé en Hesbaye. Le paysage environnant est caractérisé par un relief en pente et des sols fertiles idéaux pour les cultures arables. L'altitude dans cette zone varie entre 100 et 115 mètres. Le Voortbeek, un affluent de la Cicindria, trouve également son origine dans le hameau.
La Chapelle Notre-Dame de Petit-Goyer se trouve au centre du hameau. Les parties les plus anciennes de cette ancienne église paroissiale remontent au XIIe siècle. Le bâtiment est construit en brique et fini avec du calcaire et du marbre.

## Villages à proximité
Goyer, Borlo, Rosoux